# Jaime Ferrer Castillo
Jaime Ferrer Castillo (Barcelona, 7 de novembre de 1971) és un exfutbolista català. Jugava en la posició de porter.

## Trajectòria
Va destacar en les categories inferiors de la Damm CF, i del Sevilla FC, arribant a ser campió d'Espanya juvenil amb els andalusos. La temporada 90/91 hi debuta a primera divisió amb el Sevilla FC, tot jugant un encontre. Posteriorment defensa els colors de l'Elx CF i del Terrassa FC. Sense continuïtat en altres equips grans, prossegueix la seua carrera en modestos equips andalusos, com el Motril CF i el CD Iliturgi.